# Nasarawa (Kano)
Nasarawa est une zone de gouvernement local de l'État de Kano au Nigeria,.

## Personnalités liées à Nasawara
- Dorugu (vers 1840-1912), auteur d'une autobiographie qui est le premier texte imprimé en haoussa, est mort à Nasawara[3].

## Source
- (en) Cet article est partiellement ou en totalité issu de l’article de Wikipédia en anglais intitulé « Nasarawa, Kano State » (voir la liste des auteurs).